# Pont de l’Artuby
Die Pont de l’Artuby, auch pont sur l’Artuby oder pont de Chaulière genannt, ist eine zweispurige Straßenbrücke, die die Route départementale D 71 über die Schlucht des Artuby im Département Var in der französischen Region Provence-Alpes-Côte d’Azur führt. Die nächsten Orte sind das 22 km entfernte Aiguines und das 13 km entfernte Trigance.

## Beschreibung
Die Pont de l’Artuby besteht aus einem großen Stahlbetonbogen mit einer Stützweite von 110 m, auf dem die Fahrbahnplatte mit schlanken, schmucklosen Stützen ausgeständert ist. Die Pfeilhöhe des Bogens beträgt 24 m. Der Bogen ist von vergleichsweise schlanken Pfeilern eingerahmt; kurze, auf ebenso schmucklose Stützen aufgeständerte Plattenbalkenbrücken über den seitlichen Hängen stellen den Anschluss an die Straßen her.
Die Brücke wird zum Bungeespringen benutzt. Als Höhe der Brücke über dem Talgrund werden meist 180 m angegeben. Aufgrund der Höhenangaben in einer topographischen Karte sind es wohl nur 137 m.

## Geschichte
Ende der 1930er Jahre begann man, die Corniche Sublime (die  heutige D 71) zu bauen, um die abgelegene Gegend um die Gorges du Verdon touristisch zu erschließen. Die dazu notwendige Brücke über den Artuby wurde in den Jahren 1938 bis 1940 weitgehend fertiggestellt. Allerdings mussten die Arbeiten wegen des Zweiten Weltkrieges abgebrochen werden, so dass die Route erst 1946 eröffnet werden konnte.
Die Brücke wurde vom Büro Pelnard-Considère et Caquot geplant und von Thorrand et Cie. aus Nizza gebaut. Das Lehrgerüst wurde aus zwei je 60 Tonnen wiegenden Fachwerksegmenten gebildet, die zunächst auf den Kämpfern in senkrechter Position montiert und am 17. April 1939 mit Seilen in die Bogenlage über der Schlucht abgesenkt wurden.